# Uomini (Alex Britti)
Uomini è un singolo del cantautore italiano Alex Britti, pubblicato il 24 maggio 2024 con doppia etichetta It.Pop e Believe.

## Descrizione
Il brano è scritto e prodotto dallo stesso cantautore, che lo ha scritto insieme a Luca Narducci.

## Video musicale
Il video musicale, diretto da Andree Lucini, è stato pubblicato in concomitanza del lancio del singolo attraverso il canale YouTube del cantautore.

## Tracce
Testi e musiche di Alessandro Britti, Luca Narducci.
1. Uomini – 3:05